# Топографска карта
Топографска карта је графички приказ неког дела Земљине површи, који је пропорционално умањен и ортогонално пројектован на хоризонталну раван на којој су утврђеним знацима приказани важни природни и вештачки објекти. Израда топографских карата изучава се у топографији.
Свака топографска карта садржи: размеру и садржај карте.
У Србији постоје следећа правила обележавања:
Размера (износ пропорционалног смањења) чини однос дужи на карти и у природи. На карти је она представљена као графички размерник или у виду бројчаног односа.
Садржај топографске карте чине рељеф обележен смеђом бојом (изохипсе и шрафе), хидрографија обележена плавом бојом, вештачки објекти обележени црном и црвеном бојом.
Изохипсе су линије које спајају тачке са истим надморским висинама. Њихово вертикално одстојање се назива еквидистанца.

## Историјски развој
Топографске карте се заснивају на топографским истраживањима. Ова истраживања се спроводе на великим подручјима и за циљ имају приказ карактеристичних изгледа терена. По свом циљу се разликују од катастарских којима је циљ истраживања би везан само за приказ граница имања и државних граница.
Прва топографска карта у више листова једне целе земље, завршена је од стране Carte géométrique de la France, 1789. Топографска истраживања су била спроведена како би помогла војсци у планирању битки и распоређивању снага за одбрану. За ово су од виталног значаја били подаци о елевацији терена.

## Подела
Подела топографских карата може се извршити на основу неколико критеријума, а најчешћи од њих су: размера, садржај и начин израде. Међутим, како је свака подела резултат договора, тако се, код различитих аутора, могу наћи различити критеријуми поделе по истим основама.

### Подела карата по размери
Према размери, топографске карте се могу груписати у три категорије:
- планови - топографске карте најкрупније размере. Њихова размера је већа од 1:10 000 (1:5 000, 1:2 500, 1:1000, 1:500, 1:250, 1:100);
- топографске карте средње размере - обухватају све размере од 1:10 000 до 1:200 000;
- географске, или прегледне, карте - топографске карте, чија је размера ситнија од 1:200 000.

### Подела карата по садржају
Садржај топографске карте подразумева природне и вештачке објекте приказане на карти. У зависности од различите сврхе истраживања, израђују се карте различитог садржаја, које се, према овом критеријуму, могу поделити у следеће категорије:
- потпуне карте - садрже све природне и вештачке објекте, који се у датој размери могу приказати. Уз објекте су дати и подаци о њима, као што су коте, називи река, планина, насељених места;
- неме карте - садрже све објекте које садрже и потпуне карте, са том разликом, што су њихови називи изостављени;
- слепе карте - садрже само природне објекте, тј. изохипсе терена са означеним вредностима надморских висина. Такође, на овим картама означени су и сви водотокови који се у датој размери могу приказати, као и њихови називи. Ова врста карата је увек двобојна - изохипсе су приказане у стандардној, смеђој, боји, док су водотокови плави.

### Подела карата према начину израде
Топографске карте могу се израђивати на два различита начина. Класичан начин израде карата је геодетско снимање координата карактеристичних тачака рељефа, и њихово касније повезивање на карти. Савремени начин израде топографских карата подразумева мерења обављена на стереомоделима, добијеним аеро или терестричким стереоснимањем. По начину израде, карте могу бити:
- класичне топографске карте, базиране на подацима непосредно мереним на терену;
- фотограметријске топографске карте, урађене на основу аеро или терестричких стереоснимака, уз неопходне контролне тачке мерене на терену.